# Aeroportul Quillayute
Aeroportul Quillayute (IATA: UIL, ICAO: KUIL, FAA LID: UIL) este un aeroport din Washington, Statele Unite ale Americii ce deservește zona Forks⁠(d). Aeroportul a fost tranzitat în 2019 de 4 pasageri.
Situat la o altitudine de 59 m, aeroportul dispune de 1 pistă.

## Infrastructură

### Piste
Aeroportul dispune de o singură pistă. Pista 4/22 are suprafața de beton și dimensiunile 4.210 picioare × 100 picioare. 